# 清水良行
清水　良行（しみず よしゆき、1982年12月1日 - ）は、元自転車プロロードレース選手。岡山県岡山市出身。那須ブラーゼン監督を務めた。

## 来歴
- 京都産業大学卒業[2]

2005年　
- 晴れの国おかやま国体男子成年自転車4km速度競争 優勝

2006年　　　
- Team NIPPOに加入しプロデビュー[2]

2007年　　　
- 秋田わか杉国体男子成年自転車ロードレース 準優勝

2009年　
- 宇都宮ブリッツェンに移籍
- ツール・ド・おきなわ 総合4位
- 熊本国際ロードレース 7位

2010年
- チームブリヂストンアンカーに移籍

2011年
- 全日本選手権タイムトライアル 9位

2012年　　　
- TeamUKYOに移籍

2013年　　　
- 那須ブラーゼンに移籍し選手兼運営社員として活動[2]

2014年
- 那須ブラーゼン選手兼監督就任
- 同年末現役引退[3]

2015年
- 専任監督に就任

2016年
- 6月1日 那須ブラーゼン取締役兼監督に就任

2017年
- 7月30日 JPT第13戦「やいた片岡ロードレース」イベントステージで”レジェンド”スプリント選手権 4名参加で2位に[4]。
- シーズン末をもって那須ブラーゼン監督を退任[2]